# Victims of Death
Victims of Death (också känd som The Best of Possessed – Victims of Death) är ett samlingsalbum med det amerikanska death metal-bandet Possessed, utgivet den 15 september 1992 av skivbolaget Combat Records.

## Låtförteckning
1. "The Exorcist" – 4:52
2. "Pentagram" – 3:34
3. "Swing of the Axe" – 3:10
4. "March to Die" – 3:12
5. "Death Metal" – 3:15
6. "The Eyes of Horror" – 3:16
7. "Fallen Angel" – 3:58
8. "Burning in Hell" – 3:10
9. "Beyond the Gates" – 2:55
10. "Seven Churches" – 3:14

- Spår 1, 2, 5, 7, 8 och 10 är från albumet Seven Churches, utgivet 1985.
- Spår 4 och 9 är från albumet Beyond the Gates utgivet 1986.
- Spår 3 och 6 är från EP:n The Eyes of Horror utgiven 1987.

## Medverkande
Musiker (Possessed-medlemmar)
- Jeff Becerra – sång, basgitarr
- Mike Torrao – gitarr
- Larry LaLonde – gitarr
- Mike Sus – trummor

Produktion
- Joe Satriani – producent
- Steve Sinclair – producent
- Randy Burns – producent
- Carl Canedy – producent
- Barry Kobrin – producent
- John Cuniberti – ljudtekniker
- Tom Size – ljudtekniker
- Tom Coyne – mastering
- Vince Stevenson – logo